# Эзейло, Джой
Джой Нгози Эзейло (англ. Joy Ngozi Ezeilo; род. 1966) — нигерийская активистка, профессор публичного права и на протяжении шести лет специальный докладчик ООН по вопросу о торговле людьми в Африке, бывший комиссар по гендерным вопросам и социальному развитию штата Энугу, старший адвокат Нигерии, бывший декан и руководительница юридического факультета Нигерийского университета Нсукка и основательница Коллектива помощи женщинам (Women Aid Collective, WACOL). Джой Эзейло — кавалер Ордена Нигера и одна из 100 женщин Би-би-си 2022 года.

## Ранняя жизнь и образование
Джой родилась в 1966 году в Энугу в Нигерии. Она получила степень доктора философии в Нигерии, степень магистра права в Лондоне окончила бакалавриат по праву также в Нигерии, также училась разрешению конфликтов в Уппсале.

## Административные назначения
С февраля 2019 года по февраль 2022 года Джой входила в состав Консультативного совета гражданского общества Организации Объединённых Наций по предотвращению сексуальной эксплуатации и насилия. В 2013 году она была выбрана Генеральным секретарём ООН одним из членов Попечительского совета Целевого фонда ООН для жертв торговли людьми, которым управляет УНП ООН в Вене, Австрия. В Нигерии она председатель Сети помощи жертвам сексуального насилия, сопредседатель Африканского консультативного комитета Human Rights Watch и член Совета Института прав человека Нигерийской ассоциации адвокатов. В период с 2012 по 2015 год Эзейло была назначена комиссаром по гендерным вопросам и социальному развитию штата Энугу.

## Награды
В 1995 году Джой выиграла стипендию британской школы Chevening. В 1998 году она получила премию MacArthur Leadership Funds. В 2006 году президент Олусегун Обасанджо удостоил её национальной награды правительства Нигерии — Ордена Нигера. В 2013 году она была названа Newsweek & Daily Beast среди 125 влиятельных женщин всего мира. В 2019 году она получила Национальную премию в области прав человека, а 5 марта 2022 года ей была вручена награда гражданского общества за выдающиеся достижения от Программы развития Организации Объединённых Наций. В 2022 году она была включена в список 100 женщин Би-би-си 2022 года.